# Corpus Christi College (Cambridge)
Corpus Christi College – powszechnie znany jako „Corpus” – jedna z uczelni (college’ów) wchodząca w skład Uniwersytetu w Cambridge. Założona w 1352 roku, jako jedyna, przez mieszczan miasta Cambridge. Szósty spośród college’ów Uniwersytetu w Cambridge pod względem daty założenia; najmniejszy po Peterhouse pod względem ilości studiujących i nauczycieli (fellows), których jest około 500 osób, a także o najmniejszych naborach studentów.
W nieoficjalnej Tabeli Tompkinsa, na której sklasyfikowane są wszystkie uczelnie wchodzące w skład Uniwersytetu w Cambridge, w roku 2012 „Corpus” był na trzecim miejscu.

## Historia
Cech rzemieślniczny Corpus Christi założony został w roku 1349 przez Williama Horwode'a, Henry’ego de Tangmere i Johna Hardy jako reakcja na Czarną Śmierć. W tym samym roku cech ten połączył się z cechem Blessed Virgin Mary. Członkowie zjednoczonych cechów zdecydowali założyć nowy college, który stał się szóstym college'm Uniwersytetu w Cambridge. Uzyskali teren w centrum miasta i w roku 1352 otrzymali licencję od króla Edwarda III na założenie college’u. Wkrótce rozpoczęto budowę i w roku 1356 wprowadził się tam rektor (Master) college’u oraz dwóch nauczycieli (Fellows).

## Christopher Marlowe
Jednym z najbardziej znanych wychowanków uczelni jest dramatopisarz Christopher Marlowe, który uzyskał tytuł Bachelor of Arts w roku 1584. Uczelnia wahała się z przyznaniem mu tytułu Master of Arts (dzisiejszy magister) z powodu pogłosek, jakoby Marlowe przeszedł na katolicyzm i zamierzał zostać księdzem. Ostatecznie, dzięki interwencjom Privy Council Marlowe uzyskał tytuł magistra.

## Życie studenckie
Większość studentów studiów licencjackich (uzyskujących tytuł Bachelor) mieszka na lub w pobliżu głównego campusu uniwersyteckiego. Studenci studiów magisterskich i podyplomowych mieszkają w Leckhampton.
Co dwa lata uczelnia organizuje May Ball (pol. Bal majowy), który odbywa się obecnie w piątek nie w maju jak sugeruje nazwa lecz w czerwcu na zakończenie roku akademickiego. Obowiązują suknie wieczorowe. Bal odbywa się w ogrodach uczelni, zaczyna się wieczorem i trwa do wczesnych godzin rannych.
W roku 2009 podczas balu występował zespół The Automatic, a w roku 2007 zespół The Sunshine Underground.
Co roku Corpus konkuruje z siostrzanym koledżem o tej samej nazwie z Oksfordu w zawodach sportowych o nazwie Corpus Challenge. Studenci z obu uczelni rywalizują w wielu dyscyplinach sportowych między innymi w meczach piłki nożnej, rugby, hockeyu, zawodach wioślarskich, tenisie stołowym, bilardzie. Każdy zawodnik uzyskuje indywidualnie punkty, które składają się na całkowity wynik danej uczelni i decyduje o wygranej lub przegranej.
Przy uliczce St Edward's Passage znajduje się teatr studencki Corpus Playroom. Otworzono go w roku 1979 i do roku 2001 był prowadzony wyłącznie przez studentów uczelni. W roku 2011 zarządzanie Playroom przejął ADC Theatre. W Playroom występowało wiele znanych aktorów i reżyserów, między innymi Emma Thompson, Sam Mendes i Stephen Fry.

## Budynki uczelni

Fragment Old Court

### Old Court
Powstał około roku 1350. Dziedziniec Old Court otaczają najstarsze budynki Cambridge. Jest on najstarszym nieprzerwanie użytkowanym dziedzińcem w Wielkiej Brytanii, chociaż do tytułu tego pretenduje także Mob Quad z Merton College z Oksfordu. Zabudowa na planie czworoboku stała się wzorem dla innych koledżów w Oksfordzie i Cambridge. Wąskie przejście łączy Old Court z ulicą Bene't Street.
Studentom wolno siedzieć na trawniku Old Court tylko w miesiącach letnich i podczas przyjęć w ogrodach. Tradycyjnie tylko nauczycielom tzw. Fellows wolno wchodzić na trawnik. Na ścianie północnej znajduje się tablica dedykowana dwóm znanym dramatopisarzom, którzy studiowali w Corpus Christopherowi Marlowe’owi i Johnowi Fletcherowi.

### St Bene't's Church – Kościół Św. Benedykta
Najstarszy stojący budynek w Cambridge. Wieża kościelna pochodzi z czasów inwazji Normanów na Anglię w 1066. Aż do roku 1579 kościół spełniał funkcję kaplicy przyuczelnianej.

### New Court
New Court (ukończony w roku 1827) został zaprojektowany przez Williama Wilkins, który pochowany jest w krypcie kaplicy. Chociaż zaprojektował on również ścianę frontową King’s College w Cambridge i National Gallery w Londynie, uważał Corpus za swoje najlepsze dzieło i kazał się tam pochować. Upamiętniająca go tablica znajduje się przy wejściu do Parker Library.